# آنا إيليزا براي
آنا إيليزا براي (بالإنجليزية: Anna Eliza Bray)‏ (25 ديسمبر 1790 في المملكة المتحدة - 21 يناير 1883)؛ كاتِبة وروائية بريطانية.